# Cycle solaire 1
Le cycle solaire 1 est le premier cycle solaire depuis 1755, date du début du suivi continu de l'activité et des taches solaires. Il a commencé en 1755 et s'est achevé en 1766.